# Intérêts notionnels
Les intérêts notionnels sont une disposition de la fiscalité des entreprises et professionnels, qui fut appliquée de manière généralisée en Belgique. Leur appellation juridique précise est « déduction pour capital à risque ». Après une modification restrictive fondamentale actée en 2018, leur suppression complète a été décidée par le gouvernement belge en octobre 2022.   

## But et contexte
Les intérêts notionnels ont initialement été conçus pour remplacer le système des centres de coordination, un régime d'exemption fiscale destiné aux entreprises multinationales installées en Belgique et dont l'Union européenne avait imposé la suppression en 2001. Les créateurs des intérêts notionnels justifièrent cependant leur nouveau dispositif en invoquant d'abord la nécessité de rétablir, pour les entreprises, la neutralité fiscale  entre financement par fonds propres et financement par emprunt. 
Les intérêts et autres charges d’emprunts liés à l’activité économique grèvent le bénéfice comptable et économique de l'entreprise et, dans la plupart des pays européens, ils viennent également en déduction de la base imposable en matière d’impôts sur le revenu  (ici : l'impôt des sociétés, l'un des impôts directs). Lorsqu’aucune déduction du même type n’est prévue pour les financements par fonds propres, il en résulterait une distorsion fiscale.
De ce point de vue, la fiscalité en Europe favorise le financement des entreprises par emprunt plutôt que le financement par fonds propres.
Le mécanisme des intérêts notionnels prétend, sinon supprimer toute distorsion fiscale, du moins les réduire fortement. Il a surtout comme but et comme conséquence de réduire la charge fiscale totale pesant sur les bénéfices des entreprises.

## Mécanisme
La mesure crée la notion d’un intérêt théorique (dit intérêt notionnel) devant rémunérer les actionnaires qui ont apporté les fonds propres dans la société. Cet intérêt notionnel ne constitue pas une charge comptable et ne grève donc pas le compte de résultat. Par contre, il vient directement en déduction de la base imposable de la société, comme s’il s’agissait d’une dépense professionnelle. 
Pour le calcul de cette déduction, on retraite (du point de vue fiscal uniquement) les fonds propres : le montant retenu est celui des fonds propres totaux après déduction de la valeur comptable des participations en actions détenues dans d’autres sociétés (celles-ci pouvant elles-mêmes bénéficier de la mesure, pour les fonds propres ainsi apportés, lors du calcul de leur propre impôt).
Par contre, les prêts octroyés à des filiales ou autres sociétés du groupe, qu’ils aient ou non la qualification d’immobilisations financières, ne font pas l’objet d’une correction. Leur montant ne constitue en effet pas des fonds propres pour la société débitrice.
Peut également être déduite du montant des fonds propres la valeur comptable de biens qui ne sont pas affectés à l’activité de la société.
Le taux d’intérêt utilisé pour calculer le montant des intérêts notionnels est fixé chaque année par l’administration fiscale et fait l’objet d’une communication administrative. Le Code des impôts sur les revenus prévoit de calculer ce taux sur la base d’une moyenne des taux d’intérêts sur les obligations à 10 ans de l’État Belge au cours de l’année précédant celle des revenus imposables (soit la pénultième année par rapport à l’année ou exercice d’imposition, décalée d’un an par rapport à l’année des revenus).

## Formule
Les fonds propres d’une société (après correction) étant notés {\displaystyle K}
le taux d’intérêt fixé par arrêté royal étant noté {\displaystyle n},
le taux d’imposition des bénéfices étant noté {\displaystyle t} :
le montant des intérêts notionnels déductibles de la base imposable vaut : {\displaystyle n\times K}
tandis que l’économie d’impôt vaut : {\displaystyle t\times n\times K}
Concrètement, le taux {\displaystyle n} vaut 4,473 % pour les revenus de 2009 (exercice d’imposition 2010)  et le taux d’imposition {\displaystyle t} est de 33 %. La réduction d’impôts représente donc, annuellement, 1,47609 % des fonds propres de l’entreprise. La rentabilité des capitaux propres (ou return on equity) augmente donc de 1,47609 %.

## Portée de la mesure
Cette mesure est applicable à absolument toutes les sociétés belges imposées selon le droit commun. Seules quelques catégories d’entreprises à fiscalité particulière (telles que les SICAV) n’en profitent pas.
Cette mesure a un double effet fiscal pour les entreprises : elle réduit la charge fiscale réelle sur les bénéfices (même à taux d’impôt inchangé, puisque la base imposable de l'entreprise est inférieure au bénéfice comptable) et elle introduit une plus grande neutralité fiscale entre le financement par fonds propres ou par emprunt.
Dans le cadre de la fiscalité en Europe, cette mesure est susceptible d’entraîner des effets sur les pays voisins. En effet, une société d’un pays limitrophe pourrait créer deux filiales, une opérationnelle et l’autre de financement. Les fonds propres de la société opérationnelle sont apportés dans la filiale de financement créée en Belgique, puis la filiale de financement prête les fonds à la filiale opérationnelle, restée sur le lieu d’origine, au taux des intérêts notionnels (4,473 % en 2009). Les années suivantes, la filiale opérationnelle paie les intérêts contractuels à la filiale de financement. Les intérêts contractuels, déductibles dans le chef de la filiale opérationnelle, seront imposables pour la filiale de financement. Mais étant donné que leur montant est égal à la déduction pour capital à risque, l’impôt sera nul. Lorsque la filiale de financement fait remonter son bénéfice, sous forme de dividende, à la maison-mère, les conventions de prévention de la double imposition prévoient en général que ce dividende ne sera pas imposé car il s’agit de bénéfices ayant été soumis à l’imposition commune en Belgique (régime des revenus définitivement taxés).
Par ce mécanisme, les intérêts notionnels seraient susceptibles de profiter à des sociétés européennes même lorsque leur pays d’origine ne le prévoit pas.

## Critiques et appréciations des intérêts notionnels
Le système est critiqué par certains qui estiment qu'il permet à des sociétés multinationales d'éluder l'impôt, créant de ce fait un manque à gagner considérable pour les finances publiques.
Le système visait cependant à favoriser une capitalisation des sociétés industrielles en Belgique. Par son effet, le système des intérêts notionnels faisait que le taux d'imposition des sociétés "capital intensive" diminuait. Dès lors, l'incitation à délocaliser hors de Belgique de telles sociétés industrielles vers des cieux fiscalement plus cléments (tels les pays émergents où se trouve aujourd'hui une bonne part de l'industrie) devenait bien moindre et devait permettre de conserver une réelle industrie en Belgique. Certes, des sociétés financières telles que les anciens centres de coordination, sociétés financières quasi non imposables en Belgique malgré leurs activités déployées dans le pays, étaient également favorisées par le système des intérêts notionnels. Il faut néanmoins voir que pour les Pouvoirs publics, le coût budgétaire de cette "dépense fiscale" en faveur de ces sociétés financières était très faible : les centres de coordination ne payaient que très peu d'impôt, et par les intérêts notionnels la situation était identique pour ces sociétés. L'Etat belge s'y retrouvant par les emplois créés ou maintenus en Belgique dans le secteur financier. Il est vrai que les petites sociétés, sociétés unipersonnelles et autres, faiblement capitalisées, ne profitaient pas réellement de ce système. Il faut toutefois remarquer que ces petites sociétés sont en réalité des indépendants, des professions libérales, etc., qui ont créé une société pour y loger leur activité et pouvoir bénéficier des optimisations sociales et fiscales de ce fait.
L'extrême-gauche belge a eu longtemps comme cheval de bataille la lutte contre les intérêts notionnels. Ce système des intérêts notionnels constituant une matière un peu opaque pour le grand public et pour les électeurs en général, le spécialiste de la fiscalité - un fonctionnaire de la TVA au SPF Finances, ensuite député à la Chambre des Représentants - du parti d'extrême-gauche d'opposition, avait à dessein qualifié l'effet du système des intérêts notionnels de ristournes, sous-entendant que le Fisc rembourserait à certaines entreprises résidentes fiscales belges des intérêts fictifs, "notionnels", alors qu'il ne s'agit que d'une diminution du taux réel de l'impôt des sociétés, et qui ne peut jamais mener à un remboursement quelconque. Ensuite, le système fut qualifié par ce même spécialiste fiscal d'extrême-gauche de cadeaux fiscaux, sous-entendant qu'il y avait par ce système, une intention libérale d'accorder gratuitement des avantages aux entreprises. C'est ainsi que ce système, ainsi discrédité aux yeux de l'électorat, fut alors critiqué également par le Parti Socialiste - notamment par l'homme politique socialiste Ahmed Laaouej - qui avait pourtant voté la législation en cette matière.
Il est vrai aussi que, suivant Michel Alloo, l'un des fiscalistes ayant conçu le système : Certains abus ont été commis par l'usage des intérêts notionnels, et qu'il aurait fallu ajouter davantage d'exigences vis-à-vis des sociétés bénéficiant des intérêts notionnels. (...) Elles n'ont pas été toutes vertueuses. Ce qui a contribué à vouloir jeter le bébé avec l'eau du bain.     
Enfin, la Commission européenne, ne pouvant agir en matière fiscale sans l'unanimité des États-membres, a voulu, comme pour la suppression des centres de coordination, assoir son pouvoir en matière fiscale en prétextant une distorsion de concurrence créée par les intérêts notionnels, la concurrence étant un terrain sur lequel l'unanimité européenne n'est pas requise. C'est pourquoi elle a élevé des critiques contre ce système des intérêts notionnels.                   
Il existe une étude (actuellement inaccessible au public à supposer qu'elle l'ait été auparavant) d'un département de la KUL suivant laquelle les intérêts notionnels constitueraient une iniquité fiscale inhérente aux dépenses fiscales. 
En 2013, Bruno Colmant, à qui la paternité du système des intérêts notionnels est souvent attribuée à tort par la presse, suggère d'aligner le taux applicable aux intérêts notionnels sur le taux des obligations allemandes, soit 1,6 %. Malgré tout, certains estiment que la paternité du système est pourtant incontestable, et d'après lui, reconnue telle quelle par le G-20, puisque cet économiste en publia les principes dans un article de l'Echo en 1999 en citant un article paru dans un journal économique belge mais relatif à la fiscalité des dividendes (ce qui n'a cependant rien à voir avec les intérêts notionnels) et alors que le système avait été imaginé par des fiscalistes des années auparavant.
Quoi qu'il en soit, la législation des intérêts notionnels fut fondamentalement modifiée en 2018, et pour ne plus porter que sur l'augmentation des fonds propres des sociétés, ce qui ôte au système l'essentiel de sa portée, et en rend son utilisation aujourd'hui quasi anecdotique. C'est d'autant plus vrai que non seulement les taux d'intérêts sont nuls ou négatifs, mais que de plus, ensuite de la crise sanitaire de la COVID-19 de 2020, et des pertes opérationnelles impactant la plupart des sociétés, les fonds propres de celles-ci ont été fortement réduits.
Lors de l'élaboration du budget en octobre 2022, le gouvernement belge a décidé la suppression complète du système des intérêts notionnels. Cet incitant à garder des sociétés capitalisées en Belgique n'existe dès lors plus en droit fiscal belge.